# هيلين ستانلي
هيلين ستانلي (بالإنجليزية: Helene Stanley)‏ هي ممثلة أمريكية، ولدت في 17 يوليو 1929 بغاري في الولايات المتحدة، وتوفيت في 27 ديسمبر 1990 بلوس أنجلوس في الولايات المتحدة.

## أعمال

### أفلام
- (1950) سندريلا[4][5][6][7]
- (1952) ثلوج كليمنجارو
- (1961) مئة مرقش ومرقش[8][9][10][11]

## وصلات خارجية
- هيلين ستانلي على موقع IMDb (الإنجليزية)
- هيلين ستانلي على موقع ألو سيني (الفرنسية)
- هيلين ستانلي على موقع أول موفي (الإنجليزية)
- هيلين ستانلي على موقع قاعدة بيانات الأفلام السويدية (السويدية)
- هيلين ستانلي على موقع قاعدة بيانات الفيلم (الإنجليزية)
- هيلين ستانلي على موقع كينوبويسك (الروسية)